# Mamuka Ghonghadze
Mamuka Ghonghadze (in georgiano მამუკა ღონღაძე?; Tskhaltubo, 25 novembre 1985) è un ex calciatore georgiano, di ruolo attaccante.

## Carriera
Ha giocato nella prima divisione dei campionati georgiano, uzbeko e lettone.

## Palmarès

### Club

#### Competizioni nazionali
- Campionato lettone: 1

Daugava: 2012
- Ziemas Kauss: 1

Daugava: 2013
- Supercoppa di Lettonia: 1

Daugava: 2013